# Ambulance chasing
Ambulance chasing (навязывание услуг адвоката пострадавшим от несчастных случаев) — термин, используемый в США и обозначающий предложение и даже навязывание юридической помощи клиентам на месте бедствия или в медицинских учреждениях. Термин «гонки за машинами скорой помощи» происходит от стереотипа об адвокатах, которые буквально следуют за машинами скорой помощи в отделение неотложной помощи, чтобы найти клиентов и навязать им свои услуги. «Преследователь скорой помощи» (англ. Ambulance chaser) — уничижительный термин для адвоката по делам о телесных повреждениях.
Буквальное следование за машинами скорой помощи запрещено в США правилами штатов, которые следуют правилу 7.3 Типовых правил профессионального поведения Американской ассоциации юристов. Некоторые ассоциации адвокатов строго следят за соблюдением правил, запрещающих преследование машин скорой помощи. Например, коллегия адвокатов штата Калифорния направляет особых представителей на места крупных катастроф, чтобы воспрепятствовать преследованию машин скорой помощи и поймать любого, кто пытается навязать бизнес жертвам катастроф на месте происшествия.
В Великобритании в пункте 8.5 «Индикативное поведение» Кодекса поведения Управления по регулированию деятельности солиситоров 2011 г. указано, что «приближение к людям на улице, в портах въезда, в больнице или на месте происшествия» следует рассматривать как признак несоблюдения принципов SRA.
Несмотря на декларируемое негативное отношение профессионального сообщества к «преследованию скорых», практика имеет довольно широкое распространение. В большинстве случаев работу «в поле» ведут не непосредственно юристы, а работники без юридической лицензии, называемые «бегунами» (англ. runners). Главная задача таких «бегунов» — убедить потенциальных клиентов нанять представляемых ими адвокатов или обратиться в нужные клиники. При этом ими широко используются современное оборудование вроде сканеров полицейских частот, «бегуны» не брезгуют прямым обманом жертв или даже запугиванием, покупкой врачебной информации у недобросовестных сотрудников скорых и госпиталей, навязчивым посещением родных и близких жертв в период, пока потенциальные клиенты находятся без сознания или в операционных. Основным нарушением юридической этики является навязывание услуг в момент, когда пострадавшие и их родные находятся в стрессовом или болезненном состоянии и зачастую не могут принимать осознанного решения.
Подобный вид адвокатской деятельности часто представлен в художественных произведениях и фильмах на юридическую тематику. Одним из ярких примеров является фильм «Вердикт» с Полом Ньюманом в главной роли. Ambulance chasing в фильме — попытка найти клиентов в похоронных бюро и предложить им услуги для возможного иска о недобросовестной медицинской помощи — представлена как последняя грань в юридической карьере, ниже которой лишь полная дисквалификация. Решение героя Ньюмана сражаться за дело даже вопреки воле своих клиентов, согласных на мировое соглашение с клиникой, фактически — попытка вновь стать адвокатом, а не «преследователем скорых».
Этот термин также использовался для обозначения сомнительных журналистов, освещающих аварии в автоспорте в стиле скандальной журналистики, не проявляя особого уважения к тем, кто мог получить травмы или погибнуть.
В научной литературе термин «следование за скорой помощью» относится к социально-научному явлению, которое проявляется в виде резкого увеличения количества публикаций-препринтов по определенной теме. В частности, это относится к интерпретационным работам, опубликованным вскоре после того, как было получено новое аномальное измерение.